# Franz Grandl
Franz Grandl (* 21. März 1954 in Kleindurlas, Gemeinde Michelbach) ist ein österreichischer Politiker (ÖVP). Grandl war von 2003 bis 2013 Abgeordneter zum Landtag von Niederösterreich.

## Leben
Grandl absolvierte die Pflichtschule und besuchte danach die Berufs- und Fachschule für Land- und Forstwirtschaft. Er war beruflich als Land- und Forstwirt in Michelbach tätig. Grandl wurde 1988 in den Gemeinderat gewählt und übernahm 1990 die Funktion des geschäftsführenden Gemeinderats. Zudem wurde er 1990 zum Kammerrat der Bezirksbauernkammer St. Pölten gewählt. 1994 übernahm er das Amt des Bürgermeisters, das er bis 2010 ausübte. Als weitere Funktionen übt Grandl seit 2006 die Funktion eines Hauptbezirksbauernratsobmanns aus und ist seit 2008 Bezirksparteiobmann-Stellvertreter der ÖVP St. Pölten. Grandl vertrat die ÖVP zwischen dem 24. April 2003 und dem 24. April 2013 im Niederösterreichischen Landtag, wobei er bei der Landtagswahl 2013 nicht mehr antrat.

## Auszeichnungen (Auszug)
- 2008: Goldenes Verdienstzeichen der Republik Österreich
- 2011: Goldenes Ehrenzeichen für Verdienste um das Bundesland Niederösterreich
- 2014: Großes Goldenes Ehrenzeichen für Verdienste um das Bundesland Niederösterreich[2]